# Place de Castille (Madrid)
La place de Castille (en espagnol : Plaza de Castilla) est une place publique de Madrid, en Espagne.

## Situation
La place est située au nord de la ville, sa partie est se trouvant dans l'arrondissement de Chamartin et sa partie ouest dans celui de Tetuán. Elle est traversée par la Castellana selon un axe nord-sud et reliée à l'avenue des Asturies au nord-ouest, la rue Bravo Murillo au sud-ouest et la rue Mateo Inurria au nord-est.

## Édifices et monuments

### L'obélisque
Le centre de la place est occupé par l'obélisque de la Caisse de Madrid.

### Le monument à Calvo Sotelo
Au sud, entre les deux contre-allées de la Castellana, une esplanade circulaire abrite le monument élevé à la mémoire de José Calvo Sotelo. Œuvre de l'architecte Manuel Manzano Monís et du sculpteur Carlos Ferreira, cette sculpture est érigée en 1960.

### La porte de l'Europe
La porte de l'Europe est un ensemble de deux immeubles de bureaux situés au nord de la place, de part et d'autre de la Castellana.

## Transports

### Métro
La place est desservie par les lignes 1, 9 et 10 du métro qui se croisent à la station Plaza de Castilla.

### Autobus
La place est pourvue de deux pôles d'échanges avec les autobus, l'un desservant la capitale et l'autre les communes du nord de la Communauté de Madrid.